# Dieter Witt
Dieter Witt (* 25. März 1941 in Landshut) ist ein deutscher Wirtschaftswissenschaftler.

## Leben
Dieter Witt wurde am 25. März 1941 in Landshut (Niederbayern) geboren und wuchs dort sowie in dem nahe gelegenen Eugenbach (Gemeinde Altdorf) auf. Nach dem Schulbesuch in Landshut erfüllte er seine Wehrpflicht und wurde Offizier der Reserve. 1963 ging er nach München, wo er an der Ludwig-Maximilians-Universität Betriebswirtschaftslehre studierte. 1968 schloss er das Studium als Diplom-Kaufmann ab. Als Dekanatsassistent tätig, promovierte er 1972 zum Dr. rer. pol.; anschließend wechselte er zu Karl Oettle an das Institut für Verkehrswirtschaft und öffentliche Wirtschaft, zuletzt als dessen stellvertretender Vorstand. 1986 wurde er als Professor an die Technische Universität München im Fachgebiet Dienstleistungsökonomik berufen. 
Dieter Witt ist seit 1970 verheiratet und hat zwei Töchter und einen Sohn.

## Werk
Witts Arbeitsgebiete sind breit gefächert: Er hat sich beschäftigt mit öffentlichen Betrieben, Verkehrswirtschaft, Gesundheitswirtschaft, Militärökonomie, privaten Haushalten, Großhaushalten (wie Altenheimen und Krankenhäusern), hauswirtschaftlichen Großbetrieben (wie Hotellerie, Gastronomie und Catering), Verbänden, Vereinen, Stiftungen und anderen Nonprofit-Organisationen (NPO). 
Seit 1995 hat Witt sich zunehmend auf das Management von Vereinen und Verbänden konzentriert. 2006 gründete er zusammen mit anderen das Institut für Verbandsforschung und -beratung SVV und ist seither dessen Vorstandsmitglied und wissenschaftlicher Leiter. 
In seinen Veröffentlichungen tritt Witt für eine Betriebsführung ein, die die Vielfalt von Zielen auch in der Auswahl, Anpassung, Konzeption und Anwendung von Führungsinstrumenten systematisch berücksichtigt. Öffentliche und private Nonprofit-Organisationen bedürfen wegen ihrer Eigenarten eigenständiger Formen professionellen Managements.

## Funktionen
- Professor der Technischen Universität München, Fakultät für Wirtschaftswissenschaften, Fachgebiet Dienstleistungsökonomik
- Vorstand des Instituts für Verbandsforschung und -beratung SVV eG
- Vorsitzender des Wissenschaftlichen Kuratoriums der Deutschen Gesellschaft für Verbandsmanagement e. V. (DGVM)
- Vorstandsmitglied der Gesellschaft für Rationale Verkehrspolitik e. V. (GRV)
- Vorstandsmitglied der Deutschen Verkehrswissenschaftlichen Gesellschaft (DVWG) Südbayern e. V.
- Dozent an der Verwaltungs- und Wirtschafts-Akademie München e. V. (VWA)
- Mitglied der Landesarbeitsgemeinschaft Bayern der Akademie für Raumforschung und Landesplanung (ARL) Hannover

## Schriften (Auswahl)
- Wirtschaftliche Sozialorganisationen – Widerspruch, Realität oder Vision? in: In Soziales investieren. Mehr Werte schaffen. ConSozial 2007, hrsg. v. J. König, C. Oerthel u. H.-J. Puch, München 2008, S. 85–100
- Herausforderung Verbändemanagement. Handlungsfelder und Strategien. Wiesbaden 2006 (mit B. v. Velsen-Zerweck, M. Thiess und A. Heilmair)
- Eliten in Verbänden. In: Eliten in Deutschland: Bedeutung – Macht – Verantwortung, hrsg. v. O. W. Gabriel, B. Neuss und G. Rüther, Bonn 2006, S. 261–275 (mit H. Sturm), verfügbar bei der Bundeszentrale für politische Bildung (bpb): bpb.de (Memento vom 10. Februar 2013 im Webarchiv archive.today)
- Dienstleistungsstrategien von Unternehmensverbänden in Zeiten gewandelter Mitgliederinteressen und -ansprüche. Erhöhung des Membership Value durch verbandliches Beziehungsmanagement. In: Öffentliche Verwaltung und Nonprofit-Organisationen. Festschrift für Reinbert Schauer, hrsg. v. E.-B. Blümle, H. Pernsteiner, R. Purtschert, R. C. Andeßner, Wien 2004, S. 783–811 (mit M. E. Schwarz)
- Funktionen und Leistungen von Nonprofit-Organisationen. 6. Internationales Colloquium der NPO-Forscher, Wiesbaden 2004 (hrsg. mit R. Purtschert und R. Schauer)
- Non-Profit-Management im Aufwind? Festschrift für Karl Oettle zum 75. Geburtstag, Wiesbaden 2001 (herausgegeben mit C. Eckstaller und P. Faller); darin: Anforderungen an betriebswirtschaftliche Qualifikationen des Personals in Non-Profit-Organisationen und Möglichkeiten ihrer Deckung, S. 27–42 (mit H. Sturm)
- Stand des Managements in Verbänden: Ergebnisse der Verbändeerhebung 1996/97 – Gesamtauswertung. Freising 1998 (gemeinsam mit B. Lakes, H. Emberger, B. v. Velsen-Zerweck und G. Seufert)
- Eigenarten der Personalwirtschaft in Verbänden. In: Dritter Sektor – Dritte Kraft. Versuch einer Standortbestimmung, hrsg. von R. Graf Strachwitz, Stuttgart 1998, S. 291–313 (unter dem Titel „Mit Personal wirtschaften“ auch in: Handbuch Sozialmanagement, Ordner I, Kapitel C 4.4, hrsg. von M. Beck, Stuttgart u. a. 1998, S. 1–25) (jeweils gemeinsam mit H. Sturm)
- Typologisierung und Eigenarten von Verbänden, in: Zeitschrift für öffentliche und gemeinwirtschaftliche Unternehmen 19 (1996), Heft 4, S. 414–427 (mit H. Emberger und G. Seufert) (als pdf im Internet: http://www.verbandsforschung.de/fileadmin/svv/pdf/Typologisierung_und_Eigenarten_von_Verbaenden.pdf)
- Dienstprinzip und Erwerbsprinzip – Fragen der Grundorientierung in Verkehr und öffentlicher Wirtschaft. Festschrift zum 65. Geburtstag von Karl Oettle. Baden-Baden 1991 (hrsg. mit P.Faller); darin: Kultur und Dienstprinzip in öffentlichen Betrieben, S. 283–299
- Leistungsziele und Erfolgsgrößen in Krankenhäusern, in: Zeitschrift für öffentliche und gemeinwirtschaftliche Unternehmen 3 (1980), Heft 2, S. 220–232
- Die Eignung des Eigenwirtschaftlichkeitsprinzips als Maßstab für das Handeln öffentlicher Betriebe, in: Der öffentliche Haushalt 16 (1977), S. 154–166
- Einflüsse öffentlich-wirtschaftlicher Ziele auf die rationale Finanzierung öffentlicher Betriebe, München 1972

Herausgeber der Schriftenreihe NPO-Management (in der Gabler Edition Wissenschaft, Deutscher Universitäts-Verlag, Wiesbaden)

## Festschriften
- Die Vielfalt der Dienstleistungsökonomik. Festschrift für Dieter Witt zum 60. Geburtstag, hrsg. v. Hilmar Sturm, Burkhard von Velsen-Zerweck und Eckart Stüber. Wiesbaden 2003, ISBN 3-8244-7809-9 (mit Schriftenverzeichnis)
- Perspektiven des Verbandsmanagements. Festschrift für Dieter Witt zum 70. Geburtstag. Hrsg. v. Astrid Heilmair, Yvonne Russ, Hilmar Sturm und Thomas Zitzmann. Wiesbaden 2011, ISBN 978-3-8349-2924-2